# Tanzid Hasan
Tanzid Hasan Tamim (bengalisch তানজিদ হাসান তামিম; * 1. Dezember 2000 in Bogra, Bangladesch) ist ein bangladeschischer Cricketspieler, der seit 2015 für die bangladeschische Nationalmannschaft spielt.

## Kindheit und Ausbildung
Hasan war Teil des bangladeschischen Teams, dass die ICC U19-Cricket-Weltmeisterschaft 2020 gewann.

## Aktive Karriere
Nach dem Gewinn der U19-Weltmeisterschaft zeigt er gute Leistungen im nationalen Cricket und brachte sich so für die Nationalmannschaft ins Gespräch. Hasan gab dann sein Debüt in der Nationalmannschaft im August 2023 beim Asia Cup 2023. Kurz darauf wurde er für den Cricket World Cup 2023 nominiert. Dort konnte er gegen Indien ein Fifty über 51 Runs erzielen. Gegen Sri Lanka konnte er am Ende der Saison 2023/24 ein Fifty über 84 Runs erreichen. Im Mai gab er gegen Simbabwe sein Twenty20-Debüt und konnte dabei ein Fifty über 67* Runs erzielen. Im weiteren Verlauf der Serie gelang ihm ein weiteres Fifty über 52 Runs. Daraufhin reiste das Team in die Vereinigten Staaten, wo ihm ein weiteres Fifty über 58* Runs gelang. Er wurde für den ICC Men’s T20 World Cup 2024 nominiert. Seine beste Leistung waren dort 35 Runs gegen die Niederlande.